# Krzemiany wstęgowe

Wstęgi zbudowane z tetraedrów krzemotlenowych widnieją na grafice po prawej stronie, obok łańcucha piroksenowego

Krzemiany wstęgowe oraz glinokrzemiany wstęgowe tworzą grupę minerałów skałotwórczych potocznie określanych terminem amfibole, występują jednak również krzemiany warstwowe niebędące amfibolami jak np. prehnit. Cechą wyróżniającą tę grupą krzemianów są tetraedry [SiO4]4− lub [AlO4]5− połączonych w sposób taki, iż tworzą wstęgi wydłużone według osi c. W poziomie są one powiązane kationami.
Istnieją dwa rodzaje wstęg:
- Pierwszy rodzaj powstaje poprzez połączenie dwóch łańcuchów typu piroksenowego, czyli stanowi połączenie pierścieni sześciobocznych. Ich schematyczny wzór to [Si4O11]6− – amfibole.
- Drugi rodzaj powstaje przez połączenie dwóch łańcuchów typu wollastonitu.

Grupy OH− oraz zastępujące je aniony F−, Cl− znajdują się na płaszczyznach poziomych utworzonych przez 2Ca2+ + 5Mg2+. Obydwa rodzaje wstęg wiążą się w zakładkę, wskutek czego między nimi powstają wolne pozycje.

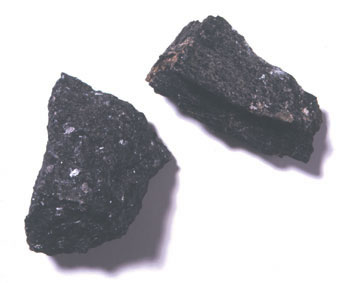
Hornblenda
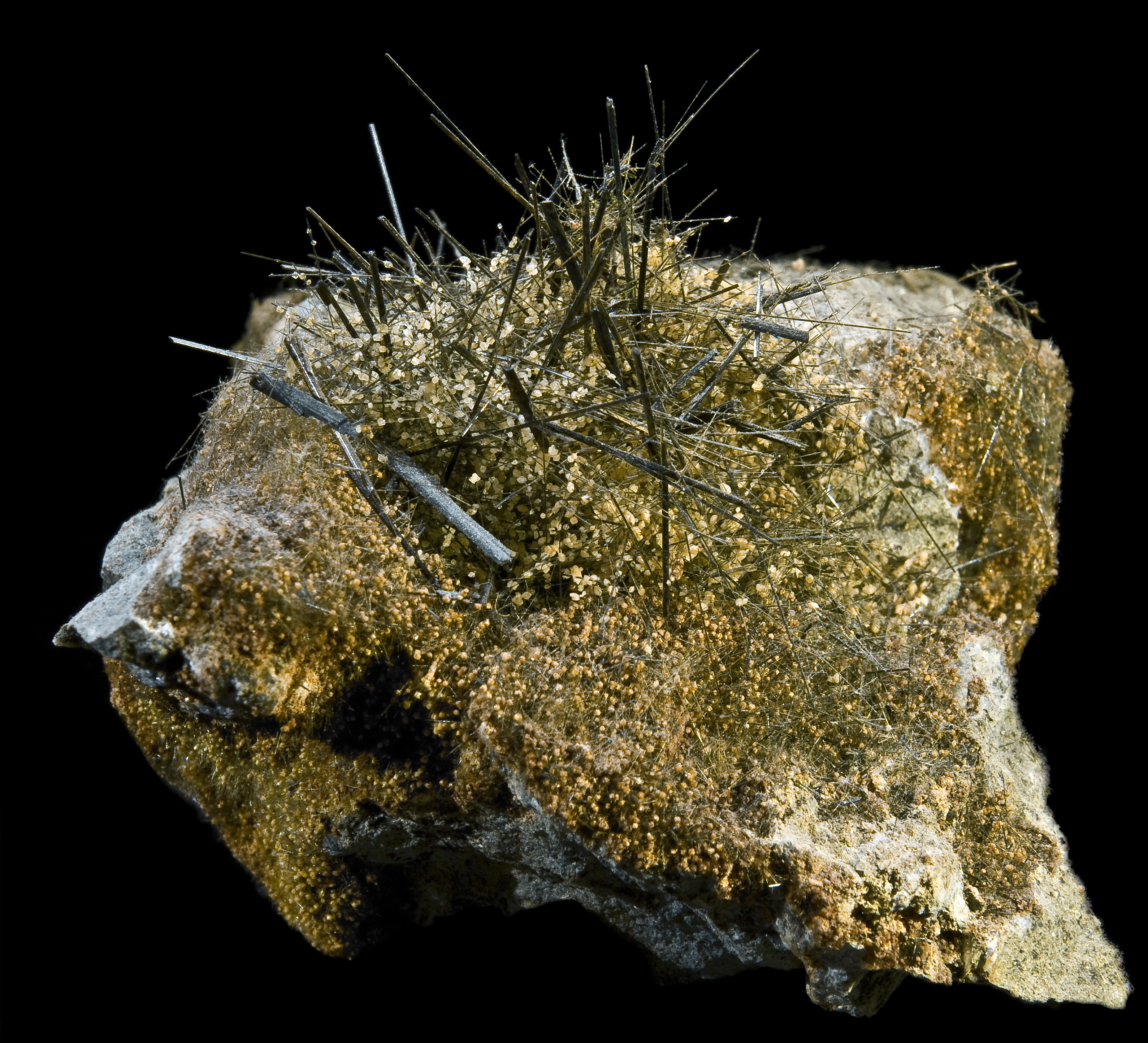
Aktynolit
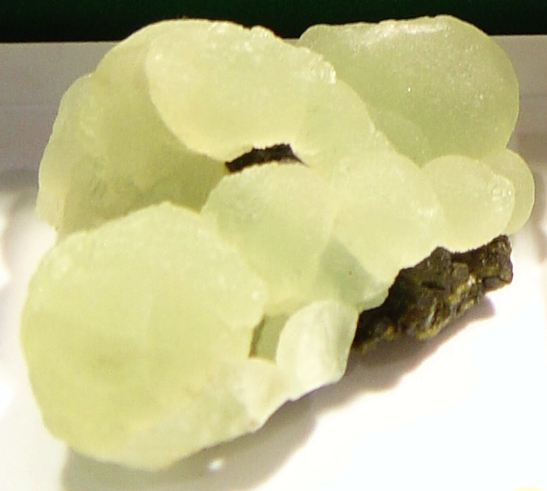
Prehnit